# Instrukcja w sprawie organizacji i zakresu działania archiwum zakładowego
Instrukcja w sprawie organizacji i zakresu działania archiwum zakładowego, tzw. instrukcja archiwalna – akt normatywny, określający organizację, zadania i zakres działania archiwum zakładowego, a także szczegółowe zasady i tryb postępowania z dokumentacją tam przechowywaną tj. wszelką dokumentacją spraw zakończonych, niezależnie od techniki jej wytworzenia, postaci fizycznej oraz zawartych w niej informacji (z wyjątkiem sytuacji, w których zastosowanie mają przepisy szczególne). Instrukcja archiwalna dla jednostek samorządu terytorialnego stanowi załącznik nr 6 do Rozporządzenia Prezesa Rady Ministrów z dnia 18 stycznia 2011 r. w sprawie instrukcji kancelaryjnej, jednolitych rzeczowych wykazów akt oraz instrukcji w sprawie organizacji i zakresu działania archiwów zakładowych. 
Instrukcja archiwalna określa:
- organizację i zadania archiwum zakładowego; podmiot posiada jedno archiwum zakładowe, do zadań którego należy: przyjmowanie, przechowywanie i udostępnianie dokumentacji, w tym zabezpieczenie i ewidencja zgromadzonej dokumentacji oraz przekazywanie materiałów do właściwego archiwum państwowego,
- warunki techniczne i wyposażenie lokalu archiwum zakładowego zapewniające warunki do realizacji zadań archiwum oraz zabezpieczenia przed uszkodzeniem przechowywanej w nim dokumentacji,
- zasady przejmowanie dokumentacji przez archiwum zakładowe,
- sposób przechowywania i zabezpieczania zgromadzonej dokumentacji oraz prowadzenie jej ewidencji,
- zasady przeprowadzania skontrum (porównanie zapisów w środkach ewidencyjnych ze stanem faktycznym) dokumentacji oraz jej porządkowanie w archiwum zakładowym,
- sposób udostępniania dokumentacji przechowywanej w archiwum zakładowym,
- zasady wycofywania dokumentacji ze stanu archiwum zakładowego,
- zasady brakowania dokumentacji niearchiwalnej i dokonywania ewentualnych zmian w kategorii archiwalnej
- sposób przekazywania materiałów archiwalnych do archiwów państwowych,
- sprawozdawczość archiwum zakładowego.

Zgodnie z instrukcją dokumentacja przechowywana w archiwum zakładowym musi być zakwalifikowana do właściwych kategorii archiwalnych. Do zmiany kategorii archiwalnej dokumentacji uprawniony jest dyrektor właściwego archiwum państwowego. Za zorganizowanie archiwum zakładowego odpowiedzialni są kierownicy poszczególnych jednostek organizacyjnych.
Wymienioną instrukcję archiwalną stosują organy gminy i związki międzygminne oraz urzędy obsługujące te organy i związki, organy powiatu i starostwa powiatowe, organy samorządu województwa i urzędy marszałkowskie, organy zespolonej administracji rządowej w województwie i urzędy obsługujące te organy. Każdy inny podmiot niż wymienione musi posiadać komplet własnych aktualnych przepisów kancelaryjnych i archiwalnych, opracowanych przez siebie i uzgodnionych z Naczelnym Dyrektorem Archiwów Państwowych lub dyrektorem właściwego miejscowo archiwum państwowego.